# Jerome Moross
Jerome Moross (født 1. august 1913 i Brooklyn, New York City, New York - død 5. juli 1983 i Miami, Florida, USA) var en amerikansk komponist og pianist.
Moross studerede komposition på Juilliard Scholl of Music og på universitetet i New York. Han er nok mest kendt som filmkomponist, hvor han har komponeret musikken til film som f.eks. The Big Country (1958), The Adventures of Huckleberry Finn (1960) og The War Lord (1965). Moross har også skrevet en symfoni, orkesterværker, operaer, kammermusik, klaverstykker, kormusik etc.

## Udvalgte værker
- Symfoni nr. 1 (1942-1943) - for orkester
- The Big Country (Det Store Land) (1958) - filmmusik
- The War Lord (Krigsherren)(1965) - filmmusik
- The Adventures of Huckleberry Finn' (Huckleberry Finn´s Eventyr) (1960) - filmmusik